# 聖彼得堡—希托拉鐵路

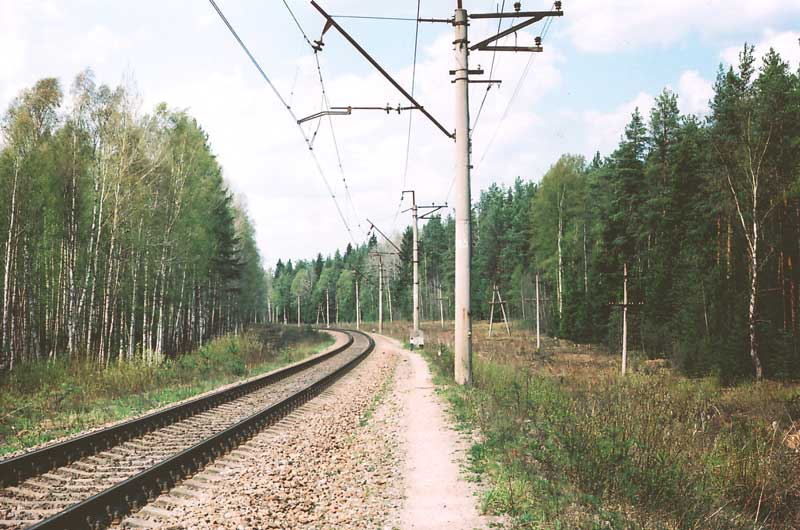
沿線景色

聖彼得堡－希托拉鐵路（俄语：Железная дорога Санкт-Петербург — Хийтола），是連接俄羅斯第二大城市聖彼得堡和卡累利阿共和國希托拉的鐵路線，全長170公里。
和走線偏向芬蘭灣的里希邁基－聖彼得堡鐵路不同，此線偏向拉多加湖。
鐵路於1917年完工。1918年芬蘭獨立及芬蘭內戰後，為了防止紅軍入侵，索斯諾沃和希托拉之間、長1.7公里的路段被拆毀。冬季戰爭及持續戰爭後，全部路段歸蘇聯所有。